# Ga Đại An
Đại An (tiếng Trung: 大安; bính âm: Dà'ān) là ga tàu điện ngầm ở Đài Bắc, Đài Loan thuộc tàu điện ngầm Đài Bắc. Nó là ga cuối trên Tuyến Đạm Thủy-Tín Nghĩa.

## Tổng quan

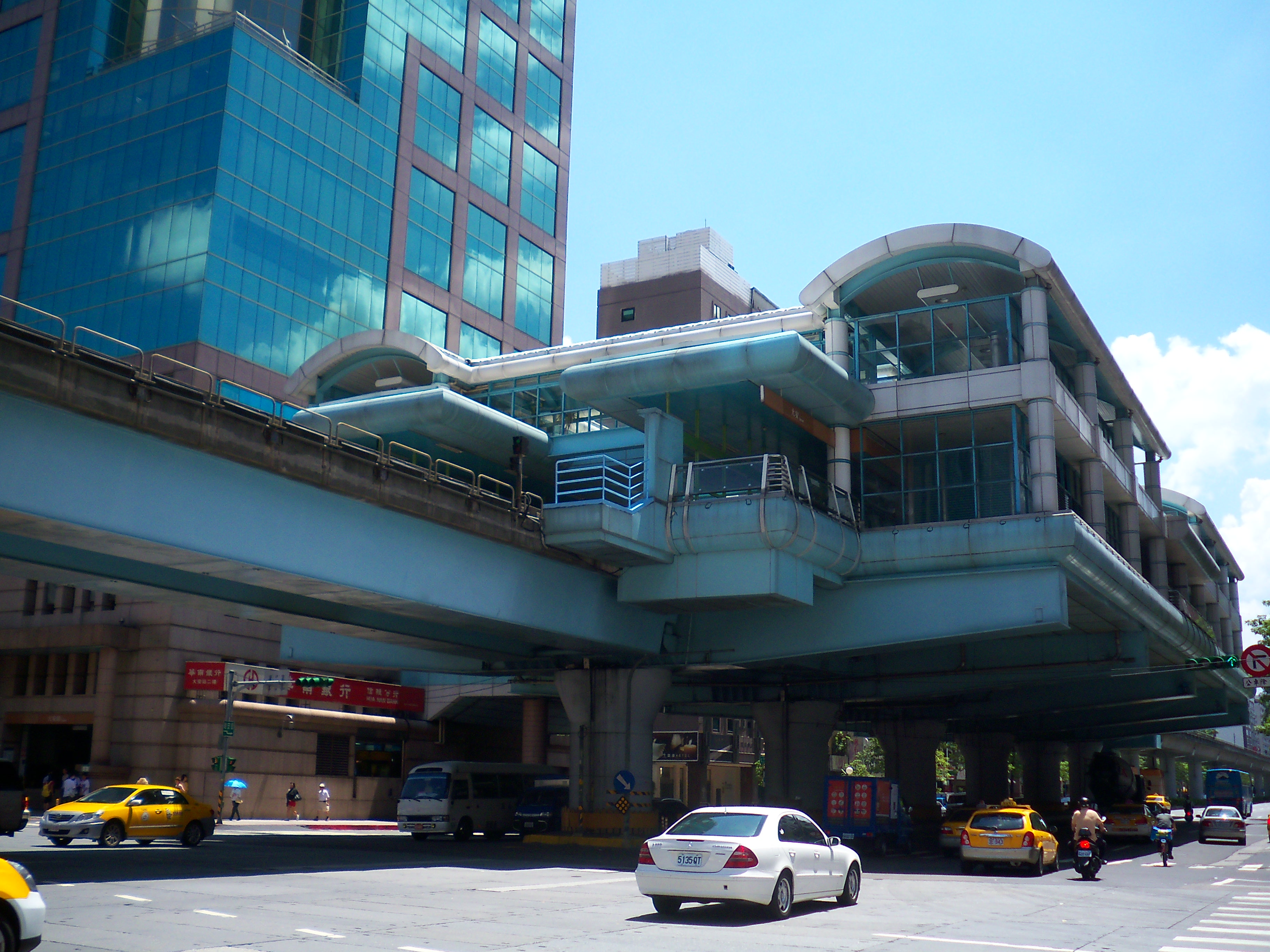
Bên ngoài ga Đại An

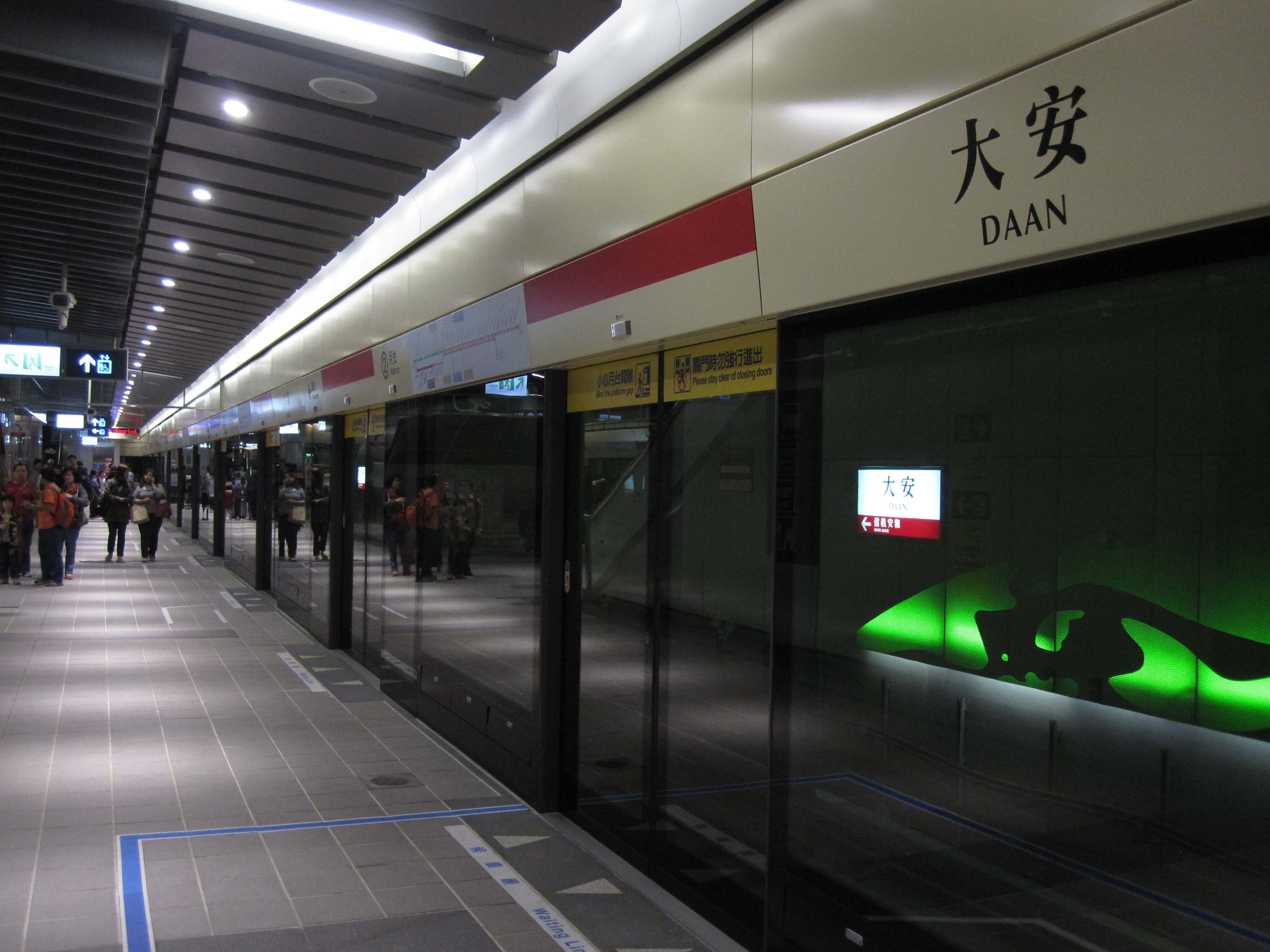
Ga Đại An ke ga 1

Nhà ga gồm 3 tầng, nhà ga ở trên cao với ke ga và hai lối thoát. Nó nằm ngay giao lộ đường phía Nam Phúc Hưng (福興路) và đường Tín Nghĩa (信義路). Thêm 5 lối thoát hiểm mở cửa cùng với tuyến Đỏ.

## Bố trí ga
| 4F                                                                               | Đường đi                                                                                 | Ke ga-cầuvuojwtj nối                                                                                               |
| 3F                                                                               |                                                                                          | |
| Hành lang                                                                        |                                                                                          | |
| Hành lang, quầy thông tin, máy bán vé tự động, cổng soát vé 1 chiều, nhà vệ sinh |                                                                                          | |
| Ke ga, cửa sẽ mở phía bên phải                                                   |                                                                                          | |
| Ke ga 1                                                                          | ← Tuyến Văn Hồ hướng đi Trung tâm triển lãm Đài Bắc Nam Cảng (BR10 Trung Hiếu Phục Hưng) | |
| Ke ga 2                                                                          | → Tuyến Văn Hồ hướng đi Sở thú Đài Bắc (BR08 Tòa nhà kỹ thuật) →                         | |
| Ke ga, cửa sẽ mở phía bên phải                                                   |                                                                                          | |
| 2F                                                                               | Gác lửng                                                                                 | Tầng Transitlink cho thang máy và thang cuốn                                                                       |
| 1F                                                                               | Đường đi                                                                                 | Lối ra/vào, Tầng Transitlink cho thang máy và thang cuốn                                                           |
| B1                                                                               | Phòng chờ                                                                                | Hành lang, quầy thông tin, máy bán vé tự động, cổng soát vé Nhà vệ sinh (Bên trong khu soát vé)                    |
| B2                                                                               | Ke ga 1                                                                                  | ← Tuyến Đạm Thủy-Tín Nghĩa hướng đi Đạm Thủy / Bắc Đầu (R06 Công viên Đại An)                                      |
| B2                                                                               | Ke ga, cửa sẽ mở phía bên trái                                                           | |
| B2                                                                               | Ke ga 2                                                                                  | → Tuyến Đạm Thủy-Tín Nghĩa hướng đi Núi Tượng (R04 Tín Nghĩa An Hòa) → → Tuyến Đạm Thủy-Tín Nghĩa ke ga kết thúc → |

### Lối thoát
- Lối thoát 1: Phía Bắc của đường Tín Nghĩa, Sec. 3, gần làn 147
- Lối thoát 2: Phía Bắc của đường Tín Nghĩa, Sec. 3
- Lối thoát 3: Phía Nam của đường Tín Nghĩa, Sec. 3, gần làn 166
- Lối thoát 4: Phía Đông Nam đường Tín Nghĩa, Sec. 4 và đường Phúc Hưng, Sec. 2
- Lối thoát 5: Phía Đông Nam đường Tín Nghĩa, Sec. 4 đường Phúc Hưng, Sec. 2
- Lối thoát 6: Phía Đông đường Tín Nghĩa, Sec. 1

## Khu vực xung quanh
- Cục Bảo hiểm Y tế Quốc gia
- Viện Hoa Kỳ tại Đài Loan
- Trường cao trung Đại An
- Taipei Hakka Culture Hall

## Thời gian
Thời gian của chuyến tàu đầu tiên và cuối cùng tại ga Đại An như sau:
| Địa điểm                                  | Tàu đầu tiên               | Tàu đầu tiên               | Tàu cuối cùng              |
| Địa điểm                                  | Thứ 2 − Thứ 6              | Thứ 7 − Chủ nhật           | Ngày thường                |
| - Tuyến Đạm Thủy-Tín Nghĩa                | - Tuyến Đạm Thủy-Tín Nghĩa | - Tuyến Đạm Thủy-Tín Nghĩa | - Tuyến Đạm Thủy-Tín Nghĩa |
| ----------------------------------------- | -------------------------- | -------------------------- | -------------------------- |
| R28 Đạm Thủy                              | 06:00                      | 06:00                      | 00:25                      |
| R02 Núi Tượng                             | 06:00                      | 06:00                      | 00:52                      |
| Tuyến Văn Hồ                              |                            |                            |                            |
| BR24 Đài Bắc Nam Cảng Trung tâm Triển lãm | 06:01                      | 06:01                      | 00:33                      |
| BR01 Sở thú Đài Bắc                       | 06:05                      | 06:05                      | 00:37                      |